# جنارو غاتوزو
جنارو إيفان غاتوزو (بالإيطالية: Gennaro Gattuso)، (كوريليانو كالابرو بمقاطعة كوزنسا، 9 يناير 1978)، مدرب كرة قدم إيطالي ولاعب سابق يلعب في مركز الوسط المدافع، وقد حقق لقب كأس العالم مع منتخب إيطاليا لكرة القدم.
كانت بدايته مع بيروجيا في عام 1994، وفي يونيو من عام 1997 انتقل إلى نادي رينجرز الإسكتلندي، وهو في عمر 19 سنه، وقد حاز على اعجاب جماهير النادي بسبب روحه القتالية العالية، وعدم يأسه في اللعب، وبعد قدوم المدرب ديك أدفوكات لتدريب نادي رينجرز، لم يجد غاتـّوزو مكانا له في الفريق، ففضل العودة إلى إيطاليا، وانتقل إلى ساليرنيتانا بملبغ وقدره ثلاثه ملايين جنيه استرليني في عام 1998، ولعب مع النادي 25 مباراة ولم يسجل أي هدف، وفي عام 1999، انتقل إلى نادي إيه سي ميلان بعد أن قدم له عرض بثمانية ملايين جنيه استرليني، وكان انضمامه إلى إيه سي ميلان أحد الأبواب التي أدت إلى اختياره لمنتخب إيطاليا لكرة القدم في أولمبياد سيدني 2000، وبعدها في كأس العالم 2002، وكأس أوروبا 2004 وكأس العالم 2006.

## المسيرة الرياضية

### بداية مسيرته المهنية
وُلِد جاتوزو في كوريليانو كالابرو بإيطاليا. بدأ مسيرته مع نادي بيروجيا الأومبرياني، لكنه انتقل في يوليو 1997، وهو في التاسعة عشرة من عمره، إلى نادي رينجرز الاسكتلندي.  أثارت هذه الخطوة جدلاً واسعاً؛ إذ اتهم بيروجيا، دون جدوى، رينجرز بالتعاقد مع جاتوزو بشكل غير قانوني، فرفعوا قضيتهم إلى الاتحاد الدولي لكرة القدم (فيفا).  كشف جاتوزو أنه رفض في البداية الانضمام إلى رينجرز، لكنه قبل الانتقال بعد أن أقنعه والده بالانتقال.
شارك جاتوزو لأول مرة مع رينجرز، حيث دخل كبديل في الدقيقة 81، في فوز 3-1 على هارتس في المباراة الافتتاحية للموسم. سجل هدفه الأول للنادي ضد ستراسبورغ في الجولة الأولى من كأس الاتحاد الأوروبي، حيث فشل رينجرز في قلب النتيجة، وخسر 4-2 في مجموع المباراتين. تلقى جاتوزو بطاقة حمراء لأول مرة في مسيرته الاحترافية بسبب مخالفة تستحق الإنذار الثاني، في فوز 5-2 على هارتس في 20 ديسمبر 1997. سجل لاحقًا هدفين آخرين للنادي، بما في ذلك هدفين ضد هارتس في 25 أبريل 1998.  أدى هذا إلى وصفه بأنه "بطل مجهول" من قبل رئيس النادي ديفيد موراي، الذي شعر أنه "تجاوز التوقعات من خلال لعب العديد من المباريات في سن 19 عامًا". في نهائي كأس اسكتلندا، لعب جاتوزو المباراة بأكملها، حيث خسر رينجرز 2-1 أمام هارتس. في نهاية موسم 1997-1998، شارك في أربعين مباراة وسجل أربعة أهداف في جميع المسابقات.
غادر والتر سميث، الذي أحضر جاتوزو إلى غلاسكو، النادي في عام 1998.  لم يفضل خليفة سميث، ديك أدفوكات، جاتوزو ولعبه خارج مركزه كظهير أيمن.  وعلى الرغم من ذلك، فقد تمكن من التسجيل في فوز كأس الاتحاد الأوروبي 4-2 على بيتار القدس. تم بيع الإيطالي في أكتوبر 1998 إلى نادي ساليرنيتانا الذي صعد مؤخرًا إلى دوري الدرجة الأولى الإيطالي مقابل 4 ملايين جنيه إسترليني. قبل الانضمام إلى ساليرنيتانا، رفض جاتوزو الانتقال إلى يوفنتوس .

### ميلان
تم شراء جاتوزو من قبل نادي ميلان مقابل 8 ملايين يورو من ساليرنيتانا في صيف عام 1999. ظهر لأول مرة مع النادي في 15 سبتمبر 1999، في مباراة تعادل 0-0 خارج أرضه مع تشيلسي في دوري أبطال أوروبا؛ سرعان ما اقتحم التشكيلة الأساسية في ذلك الموسم، ولعب أيضًا أول مباراة ديربي ميلانو له في 24 أكتوبر 1999، والتي برز فيها وأحب نفسه على الفور مع جماهير ميلان بسبب النضج والمثابرة التي أظهرها عندما واجه مهاجم إنتر رونالدو، الذي كان يُنظر إليه على نطاق واسع على أنه أفضل لاعب في العالم في ذلك الوقت.
خلال فترة وجوده في النادي، سمح معدل عمل جاتوزو وتعدد استخداماته في الفوز بالكرة لمدرب ميلان كارلو أنشيلوتي بوضع صانع ألعاب خط الوسط أندريا بيرلو بجانبه في مركز أكثر إبداعًا وهجومًا، بينما دعمه جاتوزو في دور أعمق، كلاعب خط وسط دفاعي؛ كانت شراكة خط الوسط هذه محورية لنجاحات ميلان المحلية والدولية تحت قيادة أنشيلوتي، والتي تضمنت كأس إيطاليا ودوري أبطال أوروبا وكأس السوبر الأوروبي في عام 2003، بالإضافة إلى لقب الدوري الإيطالي وكأس السوبر الإيطالي في عام 2004. وقع جاتوزو على تمديد عقد مع ميلان في يونيو 2003 وفي أكتوبر 2004. خلال هذه الفترة، وصل جاتوزو أيضًا إلى نهائي دوري أبطال أوروبا 2005 مع ميلان، ليهزمه ليفربول بركلات الترجيح، بعد تقدمه في البداية 3-0 في الشوط الأول.
لعب جاتوزو مباراته رقم 300 مع النادي في مباراة انتهت بالتعادل السلبي في دوري أبطال أوروبا ضد ليل في 26 سبتمبر 2006، ومدد عقده الحالي مع ميلان حتى عام 2011 في 1 فبراير 2007. في 23 مايو 2007، فاز جاتوزو بدوري أبطال أوروبا للمرة الثانية في مسيرته عندما تغلب ميلان على ليفربول 2-1 في النهائي.
بعد فوزه بكأس العالم للأندية، في 27 ديسمبر 2007، تدرب جاتوزو مع ناديه السابق رينجرز لاستعادة لياقته البدنية خلال العطلة الشتوية للدوري الإيطالي بينما كانت زوجته تزور عائلتها في اسكتلندا خلال عيد الميلاد. في ديسمبر التالي، عانى جاتوزو من تمزق في الرباط الصليبي الأمامي في وقت مبكر من الفوز في مباراة الدوري 1-0 على كاتانيا. وعلى الرغم من الإصابة، لعب جاتوزو 90 دقيقة كاملة قبل أن يتم تشخيصه من قبل أطباء النادي بعد المباراة. خضع لعملية جراحية لإصلاح الضرر في 19 ديسمبر 2008 في أنتويرب ببلجيكا. كان من المتوقع أن يغيب عن الملاعب لمدة تصل إلى ستة أشهر لكنه تمكن من العودة إلى مقاعد البدلاء في ميلان في 10 مايو ضد يوفنتوس، قبل شهر من الموعد المحدد.
في 22 أغسطس 2009، شارك في مباراته رقم 400 مع ميلان في المباراة الافتتاحية لموسم الدوري الإيطالي 2009-2010 ضد سيينا، مرتديًا شارة القيادة. وقد أكد ميلان في 14 ديسمبر 2009 أن جاتوزو سيبقى لاعبًا في ميلان حتى 30 يونيو 2012، بعد إضافة عام آخر إلى عقده الحالي.
كان موسم 2010-2011 مع ميلان أحد أفضل مواسم جاتوزو في مسيرته، وشهد إنهاء صيامه عن التهديف لمدة ثلاث سنوات بتسديدة يسارية من خارج منطقة الجزاء، والتي أثبتت أنها الهدف الحاسم في الفوز 1-0 على يوفنتوس في 5 مارس 2011. احتفل جاتوزو لاحقًا بهدف آخر في الفوز 4-1 على كالياري برأسية بعيدة المدى تغلبت على حارس المرمى، الذي كان خارج مرماه. احتفل جاتوزو بفوز ميلان الثامن عشر في الدوري بعد تعادل سلبي مع روما في 7 مايو.
كان جاتوزو يعاني من مشاكل في الرؤية في أوائل سبتمبر 2011، قبل أيام قليلة من انطلاق الموسم. في 9 سبتمبر 2011، اصطدم جاتوزو بزميله في الفريق أليساندرو نيستا أثناء اللعب ضد لاتسيو في مباراة ميلان الافتتاحية في الدوري الإيطالي لموسم 2011-12. تم استبداله مباشرة بعد ذلك في الدقيقة 20 وتم تشخيص إصابته بشلل العصب القحفي السادس الأيسر، مما أدى إلى ازدواج الرؤية، وهي إصابة كان من الممكن أن تنهي مسيرته الكروية. كشف لاحقًا أنه رأى زميله في الفريق زلاتان إبراهيموفيتش في أربعة مواقع مختلفة خلال المراحل الافتتاحية من المباراة، ولم يتمكن من رؤية نيستا، مما أدى إلى اشتباك الثنائي.
في 11 مايو 2012، أكد جاتوزو أنه لن يجدد عقده مع النادي والذي كان من المقرر أن ينتهي في 30 يونيو وأنه سيغادر ميلان في نهاية الموسم.

### سيون
في 15 يونيو 2012، بعد مغادرته ميلان، انضم جاتوزو إلى نادي سيون السويسري. كان مرتبطًا بصفقة للانضمام إلى ناديه السابق رينجرز في اسكتلندا، لكن الصفقة فشلت بسبب الصعوبات المالية للنادي. في 25 فبراير 2013، تم تعيين جاتوزو كمدرب لنادي سيون بعد تخفيض رتبة المدرب فيكتور مونوز إلى دور الكشاف بعد هزيمة 4-0 أمام ثون في الدوري السويسري الممتاز .

### الخلافات
في مباراة بدور المجموعات بدوري أبطال أوروبا ضد أياكس في سبتمبر 2003، طُرد خلال الوقت بدل الضائع من الشوط الثاني بعد صفعه مهاجم أياكس زلاتان إبراهيموفيتش على وجهه بظهر يده. تسبب غضبه في المزيد من المشاكل له عندما شوهد في ديسمبر 2005، عند صافرة النهاية لفوز ميلان 3-2 على شالكه في دوري أبطال أوروبا، وهو يبحث عن لاعب خط وسط شالكه كريستيان بولسن ويسخر منه  كرد فعل على مراقبة بولسن الشرسة لكاكا في مباراة الذهاب. ومع ذلك، أصر غاتوزو على أن الصحافة بالغت في أهمية الحادث.
في 15 فبراير 2011، خلال مباراة ميلان ضد توتنهام هوتسبير في دوري أبطال أوروبا، دفع جاتوزو مدرب توتنهام جو جوردان من حلقه خلال حادثة على خط التماس. شوهد جوردان خارج منطقته الفنية المسموح بها وهو يتبادل الكلمات مع جاتوزو، فيما يتعلق بالمباراة البدنية نسبيًا التي لعبت. بعد المباراة، وبعد أن صافح جاتوزو لاعبي توتنهام، أظهرت لقطات فيديو أنه يواجه جوردان وينطحه برأسه بعد تبادل آخر للكلمات، قبل أن يكبحه كل من زملائه في الفريق والمنافسين. قال جاتوزو البالغ من العمر 33 عامًا: "لقد فقدت السيطرة. لا يوجد عذر لما فعلته. أتحمل مسؤوليتي عن ذلك"، لكنه قال أيضًا إن جوردان استفزه طوال المباراة لكنه رفض الإفصاح عن تعليقاته. ومع ذلك، أفادت الصحف أن جو جوردان كان يستخدم هتافات عنصرية مسيئة طوال معظم المباراة من خلال وصف جاتوزو بأنه "لقيط إيطالي سخيف" من على خط التماس. في اليوم التالي، أُعلن أن الاتحاد الأوروبي لكرة القدم كان يبحث عن عقوبات أو عقاب إضافي لأفعال جاتوزو ضد جوردان في اليوم السابق وقد اتُهم بـ "السلوك غير الرياضي الصارخ".  ثم تم إيقاف جاتوزو عن خمس مباريات في دوري أبطال أوروبا - واحدة لتراكم البطاقات الصفراء، والأربع الأخرى للحادث مع جوردان. كما تلقى مدرب توتنهام حظرًا من خط التماس من قبل الاتحاد الأوروبي لكرة القدم لتورطه في التبادل.

## المسيرة الدولية

### الشباب
مثل جاتوزو منتخب إيطاليا تحت 18 عامًا  في بطولة أوروبا لكرة القدم تحت 18 عامًا عام 1995، حيث احتلت إيطاليا المركز الثاني خلف إسبانيا بعد هزيمتها في النهائي 4-1؛  كما مثل منتخب إيطاليا تحت 21 عامًا في بطولة أوروبا لكرة القدم تحت 21 عامًا عام 2000، حيث فازت إيطاليا بالبطولة بفوزها 2-1 على جمهورية التشيك في النهائي.

### منتخب إيطاليا
شارك جاتوزو مع منتخب بلاده في 73 مباراة على المستوى الأول ولعب في أولمبياد صيف 2000، وكأس العالم 2002، وكأس الأمم الأوروبية 2004، وكأس العالم 2006، ويورو 2008، وكأس القارات 2009، وكأس العالم 2010.  في 23 فبراير 2000، لعب لأول مرة تحت قيادة دينو زوف في سن 22 عامًا في فوز ودي على أرضه بنتيجة 1-0 على السويد، في 23 فبراير 2000. في نفس العام في 15 نوفمبر، لعب لأول مرة مع إيطاليا في وقت لاحق من ذلك العام تحت قيادة جيوفاني تراباتوني مسجلاً الهدف الوحيد في فوز ودي على أرضه بنتيجة 1-0 على إنجلترا بتسديدة قوية من خارج منطقة الجزاء؛ كان هذا هدفه الأول والوحيد مع إيطاليا.

#### كأس العالم لكرة القدم 2002 ويورو 2004
شارك جاتوزو كبديل مرتين في كأس العالم 2002، الأولى في فوز بلاده 2-0 في المجموعة الافتتاحية على الإكوادور، والثانية في هزيمة إيطاليا المثيرة للجدل 2-1 في الوقت الإضافي أمام كوريا الجنوبية المضيفة في دور الـ16 من البطولة.  كما ظهر لاحقًا في مباراتي إيطاليا الافتتاحيتين في المجموعة في يورو 2004، ضد الدنمارك (0-0) والسويد (1-1)، لكنه غاب عن المباراة الأخيرة لإيطاليا ضد بلغاريا (2-1) بسبب الإيقاف بعد تراكم بطاقتين صفراوين في أول مباراتين من البطولة؛ وعلى الرغم من الفوز 2-1، فقد خرجت إيطاليا من البطولة في الجولة الأولى في مواجهات مباشرة، بعد تعادلها بثلاث نقاط مع الدنمارك والسويد.

#### كأس العالم لكرة القدم 2006
تم اختيار جاتوزو ضمن تشكيلة إيطاليا المكونة من 23 لاعبًا لكأس العالم 2006، وكان أحد اللاعبين الرئيسيين في فوز إيطاليا في النهاية بالبطولة تحت قيادة المدرب مارشيلو ليبي؛ فاز بجائزة أفضل لاعب في المباراة لأدائه في فوز بلاده 3-0 في ربع نهائي البطولة، ضد أوكرانيا.  شكل هو وأندريا بيرلو شراكة هائلة في قلب خط الوسط، حيث دعم جاتوزو واجبات بيرلو الإبداعية في صناعة الألعاب بمعدل عمله وقدرته على اختراق الاستحواذ. بينما أنهى بيرلو كواحد من أفضل صناعة أهداف في البطولة، فاز جاتوزو بتحديات أكثر من أي لاعب آخر في البطولة (47 - 11 أكثر من باتريك فييرا صاحب المركز الثاني) وأكمل 351 تمريرة من أصل 392 حاولها؛ كما قدم تمريرة حاسمة خلال البطولة، حيث ساعد في إعداد هدف فيليبو إنزاجي في الفوز 2-0 على جمهورية التشيك في المباراة الأخيرة لإيطاليا في دور المجموعات في البطولة يوم 22 يونيو. حقق جاتوزو قدرًا من الشهرة بسبب احتفالاته بعد المباراة بعد فوز إيطاليا بنهائي كأس العالم بركلات الترجيح ضد فرنسا في 9 يوليو، حيث خلع سرواله القصير وركض حول الملعب مرتديًا ملابسه الداخلية، حتى أجبره مسؤولو الفيفا على تغطية نفسه. تم اختياره لفريق كل النجوم في البطولة لأدائه.

#### بطولة أمم أوروبا 2008
تحت قيادة روبرتو دونادوني في يورو 2008، لعب جاتوزو في المباريات ضد هولندا (خسارة 0-3) وفرنسا (فوز 2-0) في مرحلة المجموعات، لكنه تم إيقافه عن مباراة ربع النهائي ضد إسبانيا، البطل في النهاية، إلى جانب أندريا بيرلو؛ وفي غيابهما، خسرت إيطاليا 4-2 في ركلات الترجيح التي تلت ذلك بعد التعادل 0-0 في الوقت الإضافي.
في 19 نوفمبر 2008، شارك لأول مرة كقائد لإيطاليا، حيث حمل شارة القيادة بعد استبدال فابيو كانافارو في الدقيقة 61 من مباراة ودية ضد اليونان. وعلى الرغم من تعافيه مؤخرًا من إصابة خطيرة في الركبة، فقد ضم ليبي جاتوزو إلى تشكيلة إيطاليا لكأس القارات 2009، حيث عانوا من الإقصاء في الجولة الأولى. في البطولة، اكتسب جاتوزو شهرة ضد مصر عندما تعثر به محمد أبو تريكة، وسقط سرواله القصير، كاشفًا عن ملابسه الداخلية.

#### الاعتزال
في يونيو 2010، أعلن جاتوزو أنه سيعتزل اللعب دوليًا بعد كأس العالم 2010 في جنوب أفريقيا، حيث شارك في المباراة الأخيرة في دور المجموعات لمنتخب بلاده ضد سلوفاكيا - وهي آخر مباراة له مع المنتخب الوطني، حيث عانت إيطاليا من الإقصاء في الجولة الأولى بعد هزيمتها بنتيجة 3-2.

## أسلوب اللعب
يُعتبر جاتوزو من قبل الخبراء أحد أعظم لاعبي خط الوسط المدافعين على مر العصور، طوال مسيرته المهنية، حيث لعب بشكل أساسي كلاعب خط وسط مركزي أو دفاعي، على الرغم من إشراكه على الجهة اليمنى في بعض الأحيان، إما كظهير أو ظهير أو جناح، بسبب تعدد مراكز لعبه. على الرغم من عدم امتلاكه لمهارة خاصة من الناحية الفنية (على الرغم من أنه كان قادرًا على التحسن في هذا المجال بمرور الوقت تحت وصاية ماورو تاسوتي)، أو طويل القامة بشكل خاص، كان جاتوزو لاعب وسط قوي جسديًا ومتسقًا وعدوانيًا وصعب التدخل، مع معدل عمل مرتفع للغاية؛ كما امتلك تسديدة قوية وردود أفعال سريعة، بالإضافة إلى حس موقعي ممتاز وتوقع جيد، مما مكنه من التفوق في هذا المركز؛ في أوج عطائه، كان يُنظر إليه على نطاق واسع كواحد من أفضل لاعبي خط الوسط الدفاعي في العالم. أسلوب لعبه النشط والقتال من منطقة الجزاء إلى منطقة الجزاء، بالإضافة إلى سرعته ووعيه التكتيكي وقدراته في الفوز بالكرة، سمح له بتكوين شراكة ناجحة في خط الوسط مع صانع الألعاب أندريا بيرلو طوال مسيرته، سواء على مستوى النادي أو المستوى الدولي. سمح موقع جاتوزو العميق في الملعب له بدعم بيرلو وزملائه الآخرين دفاعيًا من خلال تفكيك هجمات الخصم؛ غالبًا ما كان يتقدم فقط من أجل اعتراض الكرة وتمريرها إلى أحد زملائه الأكثر إبداعًا أو هجومًا بعد استعادة الاستحواذ، ثم يعود لاحقًا إلى دوره الأكثر دفاعية في خط الوسط. أكسبته إصراره على أرض الملعب، والذي تجسد في تحدياته الشرسة وقدرته على التحمل، لقب رينجيو (المتشابك). بالإضافة إلى قدراته الكروية، فقد برز أيضًا بروحه التنافسية وتصميمه وقيادته.

## المسيرة التدريبية

### سيون
بدأ جاتوزو مسيرته التدريبية عام 2011 بحضور دورة للحصول على رخصة التدريب الأوروبية (أ)، عندما كان لا يزال يلعب مع ميلان. اجتاز الامتحان في يوليو.
في 25 فبراير 2013، تم تعيين جاتوزو مدربا جديدًا لنادي سيون بعد تخفيض رتبة المدرب فيكتور مونوز إلى دور الكشاف بعد الهزيمة 4-0 أمام ثون في الدوري السويسري الممتاز. أصبح جاتوزو خامس مدرب للنادي في موسم 2012-13. في 27 فبراير 2013، فاز جاتوزو بأول مباراة له كمدرب، بفوزه على لوزان 2-0 خارج أرضه في مباراة كأس سويسرا.  تم طرد جاتوزو في 13 مايو 2013.

### باليرمو
في وقت لاحق من مايو 2013، ارتبط ارتباطًا وثيقًا بتدريب باليرمو، بعد هبوط الصقليين إلى دوري الدرجة الثانية الإيطالي. في 3 يونيو 2013، أكد ماوريتسيو زامباريني أنه توصل إلى اتفاق شفهي مع جاتوزو، بشرط فسخ العقد مع المدرب آنذاك جوزيبي سانينو. تم التعيين رسميًا في وقت لاحق من يوم 19 يونيو، بعد أن ألغى جاتوزو عقده مع سيون. عين جاتوزو لويجي ريتشيو مساعدًا له، والذي عمل معه في سيون. ومع ذلك، كانت خبرته كمدرب رئيسي لروسانيرو قصيرة الأجل، حيث تم طرده في 25 سبتمبر 2013 بعد تحقيق فوزين فقط وتعادل واحد في أول ست مباريات من موسم الدوري.
خلال موسم 2013–14، حضر أيضًا دورة للحصول على رخصة التدريب الأوروبية الاحترافية، وبعد ذلك اجتاز الاختبار في سبتمبر 2014.

### أوفي كريت
في 5 يونيو 2014، تم تعيين جاتوزو مدربا لفريق أوفي كريت اليوناني الممتاز. أثناء تدريبه لنادي أوفي كريت، كانت هناك شائعات في الأشهر القليلة الأولى تفيد بأن اللاعبين والجهاز الفني لم يتقاضوا رواتبهم بسبب الوضع المالي السيئ للنادي. هاجم جاتوزو وسائل الإعلام قائلاً إنه ليس صحيحًا أنه يريد الرحيل. طوال المؤتمر الصحفي، ألقى بكلمات نابية وضرب على الطاولة. في 26 أكتوبر 2014، قدم جاتوزو استقالته من منصبه كمدرب رئيسي لنادي أوفي كريت، بعد الخسارة 2-3 على أرضه أمام أستيراس تريبوليس، مشيرًا إلى الصعوبات المالية للنادي كأحد الأسباب الرئيسية وراء قراره. ومع ذلك، في اليوم التالي، غير رأيه بعد أن أقنعه مشجعو النادي والمجلس بالبقاء. في 30 ديسمبر 2014، استقال جاتوزو رسميًا من منصبه كمدرب لنادي أوفي كريت، بسبب المشاكل المالية التي يعاني منها النادي. في يناير 2015، تقدم بطلب للحصول على منصب مدرب نادي هاميلتون أكاديميكال الاسكتلندي بعد رحيل أليكس نيل .

### بيزا
تم تعيين جاتوزو مدربا لفريق بيزا في دوري الدرجة الثانية الإيطالي في 20 أغسطس 2015. في 12 يونيو 2016، قاد بيزا إلى الصعود إلى دوري الدرجة الثانية الإيطالي بعد فوزه على فوجيا بنتيجة 5-3 في مجموع المباراتين في نهائي ملحق الصعود لدوري الدرجة الثانية الإيطالي. ومع ذلك، في 31 يوليو، غادر بيزا فجأة، مشيرًا إلى أن المشاكل "الخطيرة والمستمرة وغير المقبولة" في النادي هي سبب رحيله. بعد شهر واحد من مغادرة النادي، انضم مجددًا إلى بيزا كمدرب للفريق. ومع ذلك، في الموسم التالي، أنهى بيزا الموسم في المركز الأخير مع ثاني أفضل دفاع، ولكن أسوأ هجوم في الدوري، واستقال جاتوزو مرة أخرى، هذه المرة بشكل نهائي.

### ميلان (الشباب)
في مايو 2017، عُيّن جاتوزو مدربًا لفريق إيه سي ميلان بريمافيرا، فريق النادي تحت 19 عامًا. وكان ثالث لاعب سابق فاز بدوري أبطال أوروبا 2007، لتدريب فريق بريمافيرا، بعد فيليبو إنزاجي (2013-14) وكريستيان بروكي (2014-2016). كما دربوا الفريق الأول، بعد إقالة كلارنس سيدورف (لاعب ميلان السابق والفائز بدوري أبطال أوروبا 2007) وسينيشا ميهايلوفيتش على التوالي.
اعتبارًا من الجولة العاشرة من بطولة الدوري الوطني للبريمفيرا (التي انتهت في 26 نوفمبر)، احتل فريق ميلان بريمافيرا المركز الثالث (من بين 16 فريقًا) في الدرجة الأولى من الدوري.

### ميلان
في 27 نوفمبر 2017، أُقيل فينتشنزو مونتيلا من تدريب ميلان. بعد ذلك، عيّنوا جاتوزو مدربًا للفريق الأول، الذي ترك منصبه كمدرب لفريق تحت 19 عامًا. قاده إلى تحقيق أول فوز له بفوزه 2-1 على أرضه ضد بولونيا في الدوري الإيطالي في 10 ديسمبر. أنهى ميلان الموسم في المركز السادس.
في أبريل 2018، تم تمديد عقد جاتوزو حتى عام 2021. في موسمه الكامل الأول، فشل ميلان في التأهل لدوري أبطال أوروبا بفارق نقطة واحدة، واحتل المركز الخامس برصيد 68 نقطة. في 28 مايو 2019، غادر ميلان بالتراضي.

### نابولي
في 11 ديسمبر 2019، تم تعيين جاتوزو مدربًا لنابولي بعد إقالة كارلو أنشيلوتي في اليوم السابق.
في 13 يونيو 2020، حقق نابولي التعادل 1-1 على أرضه مع إنتر في مباراة الإياب من نصف نهائي كأس إيطاليا، مما سمح لهم بالتقدم إلى نهائي كأس إيطاليا 2020 بعد فوزهم 2-1 في مجموع المباراتين؛ أهدى جاتوزو الإنجاز لأخته التي توفيت مؤخرًا. في 17 يونيو، فاز نابولي بالمباراة النهائية ضد يوفنتوس 4-2 بركلات الترجيح بعد التعادل بدون أهداف.
في 23 مايو 2021، وهو اليوم الأخير من الدوري، لم يتمكن جاتوزو من ضمان المركز الرابع لنابولي بعد تعادله 1-1 على أرضه مع فيرونا، ليحتل المركز الخامس بفارق نقطة واحدة عن يوفنتوس، الذي ضمن التأهل إلى دوري أبطال أوروبا في الموسم التالي بعد فوزه على بولونيا. أنهى رئيس النادي، أوريليو دي لورينتيس، فترة جاتوزو كمدرب لنابولي بعد عام ونصف.

### فيورنتينا
في 25 مايو 2021، أعلن نادي فيورنتينا عن تعيين جاتوزو مدربًا جديدًا له، اعتبارًا من 1 يوليو. ومع ذلك، في 17 يونيو، قبل أسبوعين فقط من بدء عقده، ألغى جاتوزو وفيورنتينا الاتفاقية بشكل متبادل.

### فالنسيا
في 9 يونيو 2022، تم الكشف عن جاتوزو كمدرب جديد لفالنسيا، الذي يتنافس في الدوري الإسباني، في صفقة لمدة موسمين. وفي هذه العملية، أصبح ثالث مدرب إيطالي يتولى تدريب النادي، بعد كلاوديو رانييري وتشيزاري برانديلي. في 30 يناير 2023، ترك منصبه في فالنسيا بالتراضي مع النادي.

### مرسيليا
في 27 سبتمبر 2023، وقع جاتوزو كمدرب جديد لنادي مارسيليا الفرنسي في الدوري الأول. في 19 فبراير 2024، تمت إقالته بعد خمسة أشهر من توليه المسؤولية.

### هايدوك سبليت
في 12 يونيو 2024، أعلن نادي هايدوك سبليت الكرواتي لكرة القدم أن جاتوزو قد وقع عقدًا مع النادي حتى عام 2026. في يونيو 2025، وافق بالتراضي على إنهاء عقده مع النادي.

### إيطاليا
تولى جاتوزو منصب مدرب المنتخب الإيطالي خلفًا للوتشيانو سباليتي المقال في يونيو 2025.

## أسلوب التدريب
من الناحية التكتيكية، يلعب جاتوزو بشكل متكرر تشكيلة 4-3-3، على الرغم من أنه معروف باستخدامه لـ 3-4-3 و 4-2-3-1. وعلى النقيض من أسلوب لعبه الدفاعي، تميل فرقه بدلاً من ذلك إلى اللعب والبناء من الخلف، والاستحواذ عن طريق التقنية والتمرير؛ كما تشتهر فرقه بشدتها وعملها الجماعي بعيدًا عن الكرة، باستخدام الضغط الشديد من أجل استعادة الكرة بسرعة. لذلك تم تشبيه أسلوبه بأسلوب زميله السابق مدرب نابولي ماوريتسيو ساري في وسائل الإعلام الإيطالية. يُعرف جاتوزو أيضًا بتعزيز روح الفريق الإيجابية كمدرب من خلال حس الفكاهة لديه، وإعطاء أهمية لامتلاك فرقته عقلية قتالية.

## الحياة الشخصية
جاتوزو متزوج من مونيكا رومانو، وهي امرأة اسكتلندية من أصل إيطالي. كان والدها، ماريو، صاحب مطعم مليونيرًا وتوفي عام 2011، وشقيقتها مقدمة البرامج التلفزيونية كارلا رومانو. ولديهما طفلان.
في يناير 2010، افتتح جاتوسو متجرًا للأسماك في مسقط رأسه في كوريليانو كالابرو، في مقاطعة كوزنسا.
جاتوزو كاثوليكي، وعندما لعب لصالح نادي رينجرز، وهو نادٍ ذو هوية بروتستانتية في موسم 1997-1998، زعم أن زملاءه في الفريق أمروه بخلع قلادة الصليب الخاصة به.
توفيت شقيقة جاتوزو، فرانشيسكا، في يونيو 2020 عن عمر يناهز 37 عامًا. وكانت في العناية المركزة منذ فبراير.
يُعاني جاتوزو من مرض مناعي ذاتي يُسمى الوهن العضلي العيني منذ أيامه كلاعب كرة قدم. وقد كشف عن مرضه في أواخر عام 2020 بعد ظهوره على أرض الملعب مرتديًا رقعة عين خلال عدة مباريات.

## الإعلام
في ديسمبر 2003، شارك جاتوزو في النسخة الإيطالية من برنامج من سيربح المليون؟، إلى جانب كريستيان فييري خلال حلقة نُظمت للأعمال الخيرية. أنهى الثنائي اللعبة على السؤال قبل الأخير، وفازا بمبلغ 150 ألف يورو. في السؤال السابق، عندما كان الثنائي متشككًا بشأن الإجابة الصحيحة، دعاهما فينسينزو مونتيلا، أحد لاعبي كرة القدم الذين كانوا في الجمهور، إلى المغادرة بمبلغ 70 ألف يورو بدلاً من المخاطرة بالإجابة بشكل غير صحيح والنزول إلى 16 ألف يورو. اقترح فييري مازحًا بيع اللاعب بينما طلب جاتوزو مازحًا إخراج مونتيلا من الاستوديو لأنه كان يتصرف مثل النحس.
ظهر جاتوزو في سلسلة ألعاب الفيديو لكرة القدم الفيفا من إي إيه سبورتس؛ وقد تم تضمينه في أساطير الفريق النهائي في فيفا 16 والإصدارات اللاحقة من اللعبة.

## إحصائيات المسيرة الرياضية

### النادي
| النادي        | موسم          | الدوري                         | الدوري    | الدوري  | كأس وطني  | كأس وطني | أوروبا    | أوروبا  | آخر       | آخر     | المجموع   | المجموع |
| النادي        | موسم          | قسم                            | المباريات | الأهداف | المباريات | الأهداف  | المباريات | الأهداف | المباريات | الأهداف | المباريات | الأهداف |
| ------------- | ------------- | ------------------------------ | --------- | ------- | --------- | -------- | --------- | ------- | --------- | ------- | --------- | ------- |
| بيروجيا       | 1995–96       | الدوري الإيطالي الدرجة الثانية | 2         | 0       | 0         | 0        | -         | -       | -         | -       | 2         | 0       |
| بيروجيا       | 1996–97       | الدوري الإيطالي                | 8         | 0       | 0         | 0        | -         | -       | -         | -       | 8         | 0       |
| بيروجيا       | المجموع       | المجموع                        | 10        | 0       | 0         | 0        | —         | —       | —         | —       | 10        | 0       |
| رينجرز        | 1997–98       | الدوري الاسكتلندي الممتاز      | 29        | 3       | 6         | 0        | 2         | 1       | 3         | 0       | 40        | 4       |
| رينجرز        | 1998–99       | الدوري الاسكتلندي الممتاز      | 5         | 0       | 0         | 0        | 5         | 1       | 1         | 0       | 11        | 1       |
| رينجرز        | المجموع       | المجموع                        | 34        | 3       | 4         | 0        | 7         | 2       | 4         | 0       | 51        | 5       |
| ساليرنيتانا   | 1998–99       | الدوري الإيطالي                | 25        | 0       | 0         | 0        | -         | -       | -         | -       | 25        | 0       |
| ميلان         | 1999–2000     | الدوري الإيطالي                | 22        | 1       | 1         | 0        | 5         | 0       | -         | -       | 28        | 1       |
| ميلان         | 2000–01       | الدوري الإيطالي                | 24        | 0       | 2         | 0        | 10        | 0       | -         | -       | 36        | 0       |
| ميلان         | 2001–02       | الدوري الإيطالي                | 32        | 0       | 5         | 0        | 10        | 0       | -         | -       | 47        | 0       |
| ميلان         | 2002–03       | الدوري الإيطالي                | 25        | 0       | 3         | 0        | 14        | 0       | -         | -       | 42        | 0       |
| ميلان         | 2003–04       | الدوري الإيطالي                | 33        | 1       | 2         | 0        | 7         | 1       | 3         | 0       | 45        | 2       |
| ميلان         | 2004–05       | الدوري الإيطالي                | 32        | 0       | 2         | 0        | 11        | 0       | 1         | 0       | 46        | 0       |
| ميلان         | 2005–06       | الدوري الإيطالي                | 35        | 3       | 3         | 0        | 11        | 0       | -         | -       | 49        | 3       |
| ميلان         | 2006–07       | الدوري الإيطالي                | 30        | 1       | 4         | 0        | 13        | 0       | -         | -       | 47        | 1       |
| ميلان         | 2007–08       | الدوري الإيطالي                | 31        | 1       | 1         | 0        | 8         | 0       | 3         | 0       | 43        | 1       |
| ميلان         | 2008–09       | الدوري الإيطالي                | 12        | 0       | 0         | 0        | 4         | 1       | -         | -       | 16        | 1       |
| ميلان         | 2009–10       | الدوري الإيطالي                | 22        | 0       | 1         | 0        | 1         | 0       | -         | -       | 24        | 0       |
| ميلان         | 2010–11       | الدوري الإيطالي                | 31        | 2       | 2         | 0        | 5         | 0       | -         | -       | 38        | 2       |
| ميلان         | 2011–12       | الدوري الإيطالي                | 6         | 0       | 0         | 0        | 0         | 0       | 1         | 0       | 7         | 0       |
| ميلان         | المجموع       | المجموع                        | 335       | 9       | 26        | 0        | 99        | 2       | 8         | 0       | 468       | 11      |
| سيون          | 2012–13       | الدوري السويسري الممتاز        | 27        | 1       | 5         | 0        | -         | -       | -         | -       | 32        | 1       |
| إجمالي المهنة | إجمالي المهنة | إجمالي المهنة                  | 431       | 13      | 37        | 0        | 106       | 4       | 12        | 0       | 586       | 17      |

1. ^ تشمل كأس إيطاليا ، كأس اسكتلندا ، كأس سويسرا
2. ^انتقل إلى الأعلى:أ ب ت ث ج ح خ د ذ ر و ز ح ط ي عدد المباريات في دوري أبطال أوروبا
3. ^انتقل إلى الأعلى:أ ب عدد المشاركات في كأس الاتحاد الأوروبي
4. ^ ظهور واحد في كأس السوبر الإيطالي، وظهور واحد في كأس السوبر الأوروبي، وظهور واحد في كأس الإنتركونتيننتال
5. ^انتقل إلى الأعلى:أ ب الظهور في كأس السوبر الإيطالي
6. ^ ظهور واحد في كأس السوبر الأوروبي، وظهوران في كأس العالم للأندية

### المنتخب
| المنتخب الوطني | سنة      | المباريات | الأهداف |
| -------------- | -------- | --------- | ------- |
| إيطاليا        | عام 2000 | 6         | 1       |
| إيطاليا        | 2001     | 3         | 0       |
| إيطاليا        | 2002     | 10        | 0       |
| إيطاليا        | 2003     | 4         | 0       |
| إيطاليا        | 2004     | 9         | 0       |
| إيطاليا        | 2005     | 8         | 0       |
| إيطاليا        | 2006     | 10        | 0       |
| إيطاليا        | 2007     | 6         | 0       |
| إيطاليا        | 2008     | 9         | 0       |
| إيطاليا        | 2009     | 5         | 0       |
| إيطاليا        | 2010     | 3         | 0       |
| المجموع        | المجموع  | 73        | 1       |

قائمة الأهداف والنتائج أولًا، يشير عمود النتيجة إلى النتيجة بعد هدف جاتوزو.
| لا. | تاريخ          | مكان                              | الخصم   | التسجيل | نتيجة | مسابقة |
| --- | -------------- | --------------------------------- | ------- | ------- | ----- | ------ |
| 1   | 15 نوفمبر 2000 | ملعب ديلي ألبي ، تورينو ، إيطاليا | إنجلترا | 1–0     | 1–0   | ودي    |

## الإحصاءات التدريبية
اعتبارًا من المباراة التي لعبت في 25 مايو 2025
| فريق         | البلد   | من             | إلى            | سِجِلّ       | سِجِلّ   | سِجِلّ     | سِجِلّ     | سِجِلّ | سِجِلّ  | سِجِلّ    | سِجِلّ        |
| فريق         | البلد   | من             | إلى            | المباريات | الفوز | التعادل | الخسارة | له  | عليه | الفارق | نسبة الفوز |
| ------------ | ------- | -------------- | -------------- | --------- | ----- | ------- | ------- | --- | ---- | ------ | ---------- |
| سيون         | سويسرا  | 25 فبراير 2013 | 13 مايو 2013   | 12        | 3     | 4       | 5       | 10  | 15   | -5     | 25.00      |
| باليرمو      | إيطاليا | 19 يونيو 2013  | 25 سبتمبر 2013 | 8         | 3     | 1       | 4       | 10  | 9    | +1     | 37.50      |
| أوفي         | اليونان | 5 يونيو 2014   | 30 ديسمبر 2014 | 17        | 5     | 3       | 9       | 11  | 24   | -13    | 29.41      |
| بيزا         | إيطاليا | 20 أغسطس 2015  | 26 مايو 2017   | 86        | 28    | 35      | 23      | 81  | 72   | +9     | 32.56      |
| ميلانو       | إيطاليا | 28 نوفمبر 2017 | 28 مايو 2019   | 83        | 40    | 23      | 20      | 117 | 82   | +35    | 48.19      |
| نابولي       | إيطاليا | 11 ديسمبر 2019 | 23 مايو 2021   | 81        | 46    | 13      | 22      | 147 | 93   | +54    | 56.79      |
| فالنسيا      | إسبانيا | 9 يونيو 2022   | 30 يناير 2023  | 22        | 7     | 6       | 9       | 34  | 25   | +9     | 31.82      |
| مرسيليا      | فرنسا   | 27 سبتمبر 2023 | 19 فبراير 2024 | 24        | 9     | 9       | 6       | 37  | 26   | +11    | 37.50      |
| هايدوك سبليت | كرواتيا | 12 يونيو 2024  | 5 يونيو 2025   | 43        | 20    | 14      | 9       | 59  | 38   | +21    | 46.51      |
| إيطاليا      | إيطاليا | 14 يونيو 2025  | مستمر          | 0         | 0     | 0       | 0       | 0   | 0    | +0     | —          |
| المجموع      | المجموع | المجموع        | المجموع        | 376       | 161   | 108     | 107     | 506 | 384  | +122   | 42.82      |

## الأوسمة

### لاعب
شباب بيروجيا
- تروفيو جياسينتو فاكيتي : 1995–96

ميلان
- الدوري الإيطالي: 2003–04 ، 2010–11
- كأس إيطاليا: 2002–03
- كأس السوبر الإيطالي: 2004 ، 2011
- دوري أبطال أوروبا: 2002–03 ، 2006–07
- كأس السوبر الأوروبي: 2003 ، 2007
- كأس العالم للأندية: 2007

إيطاليا تحت 21 عامًا
- بطولة أوروبا تحت 21 عامًا: 2000

إيطاليا
- كأس العالم لكرة القدم: 2006

فردي
- فريق نجوم كأس العالم لكرة القدم: 2006
- بريميو ناسيونالي كارييرا إسيمبلاري "جايتانو شيريا": 2012
- تشكيلة العالم: المرشحون 2005، 2006، 2007، 2008
- قاعة مشاهير نادي ميلان

الأوسمة
- اللجنة الأولمبية الوطنية الإيطالية: القلادة الذهبية للاستحقاق الرياضي: 2006

- الدرجة الرابعة / ضابط: وسام استحقاق الجمهورية الإيطالية: 2006

### مدربا
نابولي
- كأس إيطاليا: 2019–20

## روابط خارجية
- جنارو غاتوزو على موقع IMDb (الإنجليزية)
- جنارو غاتوزو على موقع الاتحاد الدولي (مؤرشف)  (الإنجليزية)
- جنارو غاتوزو على موقع الاتحاد الأوربي (الإنجليزية)
- جنارو غاتوزو على موقع إي إس بي إن إف سي (الإنجليزية)
- جنارو غاتوزو على موقع قاعدة بيانات كرة القدم.إي يو (الإنجليزية)
- جنارو غاتوزو على موقع ليكيب (الفرنسية)
- جنارو غاتوزو على موقع ناشيونال فوتبول تيمز (الإنجليزية)
- جنارو غاتوزو على موقع Soccerbase.com (لاعب) (الإنجليزية)
- جنارو غاتوزو على موقع Soccerway.com (الإنجليزية)
- جنارو غاتوزو على موقع عالم كرة القدم.نت (الإنجليزية)
- جنارو غاتوزو على موقع أوليمبيديا (الإنجليزية)